# Jennifer Lee
Jennifer Michelle Lee, född 1971 i East Providence i Rhode Island, är en amerikansk regissör och manusförfattare. 
Lee skrev manuset till animerade filmen Röjar-Ralf 2012 men är kanske främst känd för att tillsammans med Chris Buck skrivit och regisserat Disneyfilmen Frost (2013). Hon är den första kvinna någonsin att regissera en Disneyfilm samt att regissera (och skrivit manus för) en film som dragit in över 1 miljard dollar. Lee och Buck vann en Oscar för Bästa animerade film vid Oscarsgalan 2014. År 2019 stod hon även för manus och regi av den uppföljande filmen, Frost 2.

## Filmografi
- 2012 – Röjar-Ralf (manus)
- 2013 – Frost (regi och manus)
- 2015 – Frostfeber (regi och manus)
- 2016 – Zootropolis (manus)
- 2018 – Ett veck i tiden (manus)
- 2018 – Röjar-Ralf kraschar internet (produktion)
- 2019 – Frost 2 (regi och manus)